# Nanded
Nanded (censita come Nanded-Waghala) è una suddivisione dell'India, classificata come municipal corporation, di 430.598 abitanti, capoluogo del distretto di Nanded, nello stato federato del Maharashtra. In base al numero di abitanti la città rientra nella classe I (da 100.000 persone in su).

## Geografia fisica
La città è situata a 19° 8' 60 N e 77° 19' 60 E e ha un'altitudine di 346 m s.l.m..

## Società

### Evoluzione demografica
Al censimento del 2001 la popolazione di Nanded assommava a 430.598 persone, delle quali 224.766 maschi e 205.832 femmine. I bambini di età inferiore o uguale ai sei anni assommavano a 64.229, dei quali 33.242 maschi e 30.987 femmine. Infine, coloro che erano in grado di saper almeno leggere e scrivere erano 300.847, dei quali 171.489 maschi e 129.358 femmine.